# تارقة (تموشنت)
تارقة  هي إحدى بلديات ولاية عين تموشنت الجزائرية.